# Стереокаулон
Стереокаулон (Stereocaulon) — рід грибів родини Stereocaulaceae. Назва вперше опублікована 1796 року.

## Назва
В англійській мові відомий як сніжний лишайник (англ. snow lichens).

## Опис
Рід стереокаулон (Stereocaulon) об'єднує 80 видів. Одним з найбільш поширених є стереокаулон повстяний (Stereocaulon tomentosum). У нього первинну слань майже завжди непомітно. Псевдоподеціі густо розгалужені, утворюють білувато-сірі дернинки висотою до 5 см. Зростає на піщаному грунті на дюнах, в заростях вересу, в соснових лісах. Містить у великій кількості (до 8%) уснинову кислоту і тому має велике значення для виготовлення антибіотиків. 

## Гелерея

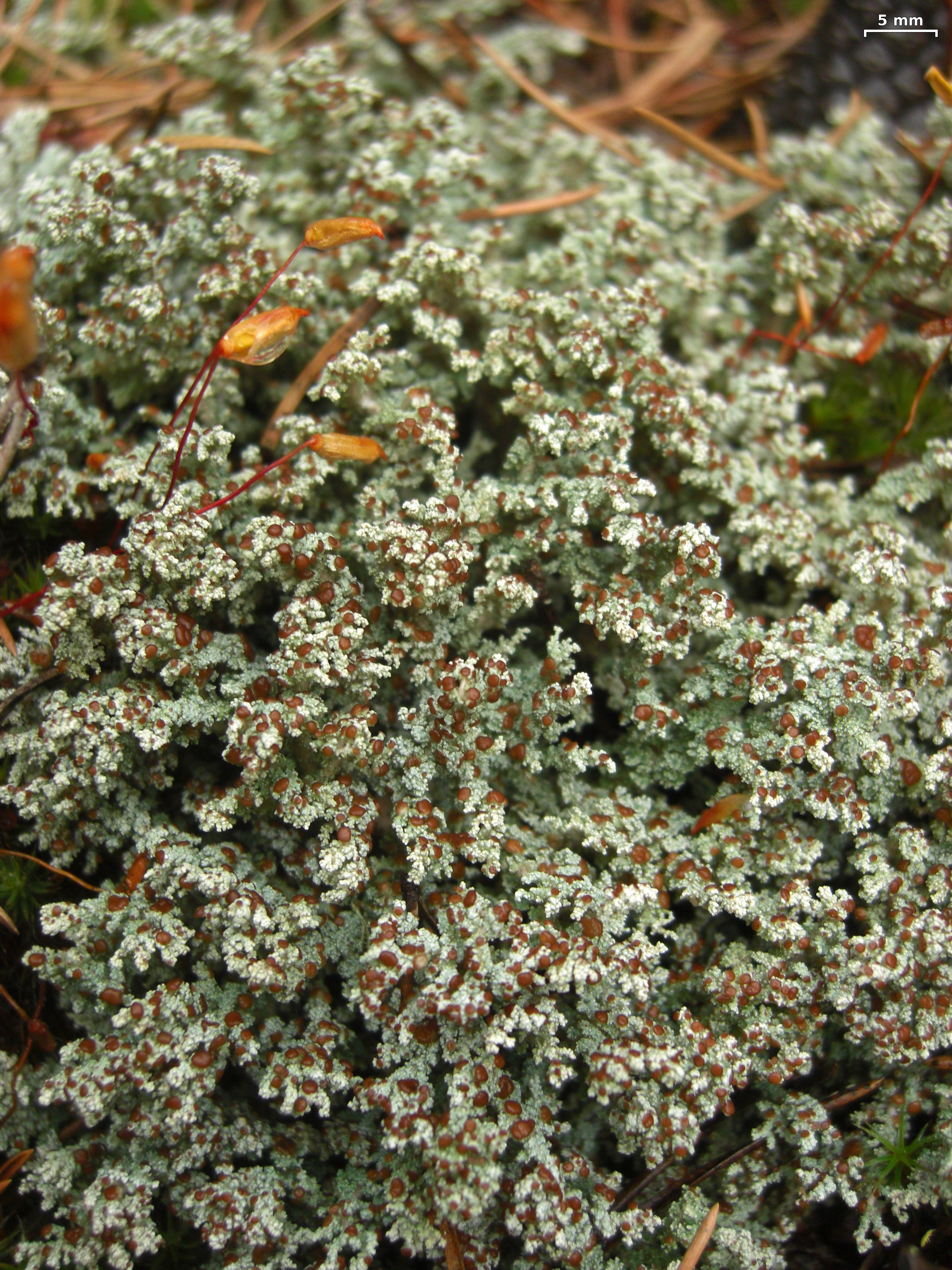
Stereocaulon tomentosum
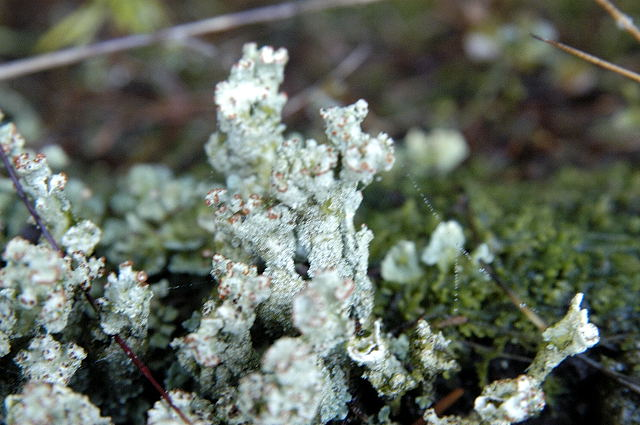
Stereocaulon alpinum
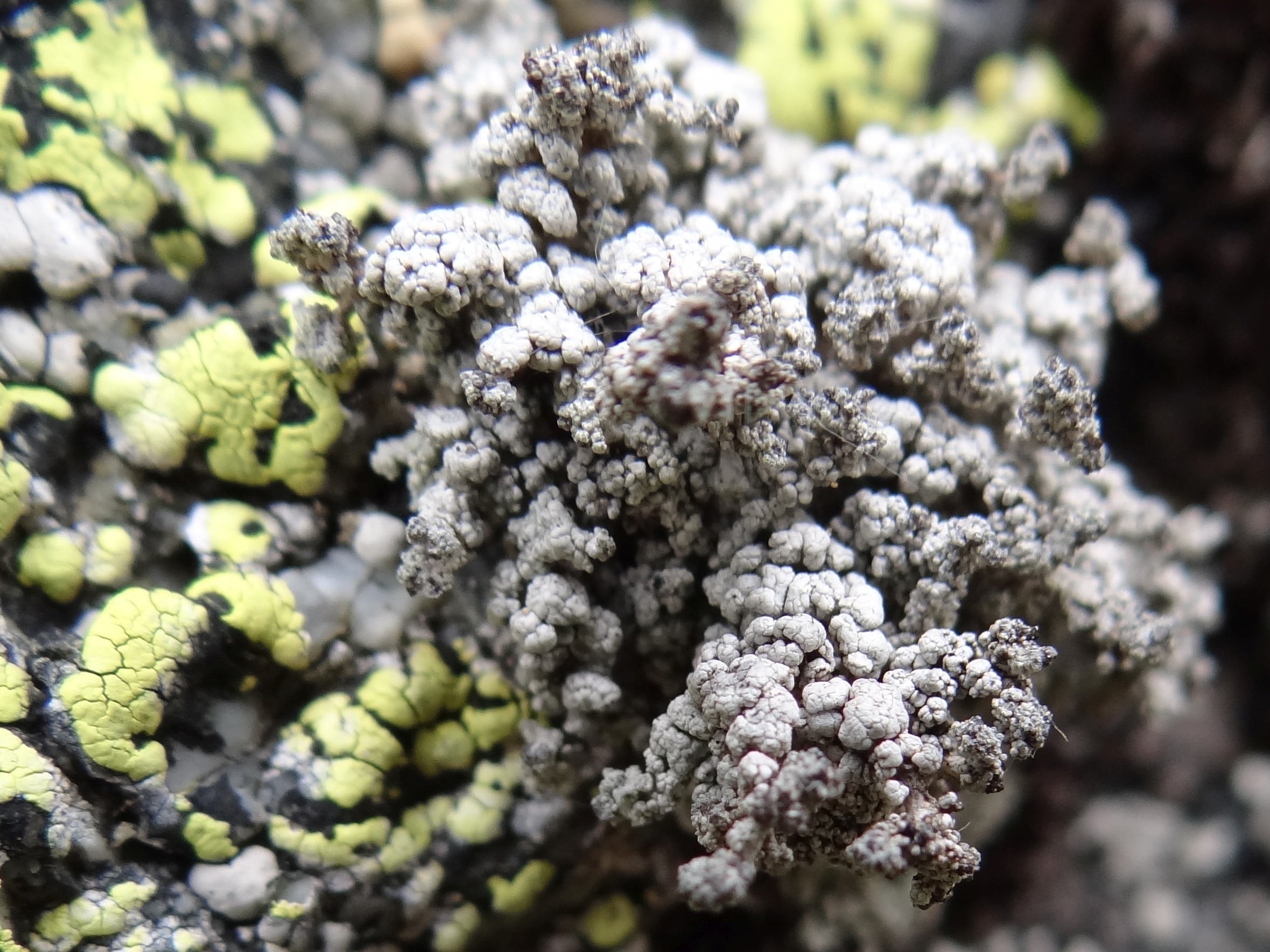
Stereocaulon vesuvianum